# Frente Socialista Popular
Frente Socialista Popular (FSP) foi um partido político português criado em 1974, herdeiro do Movimento Socialista Popular de Manuel Serra, integrada como grupo autónomo do PS, até Dezembro de 1974. Desenvolverá diferentes alianças até à sua extinção em 1979-80.

### Origem
A criação da FSP nasce de uma cisão do PS procurando distanciar-se da corrente "direitista" e social democrata, dominante neste partido.

### Posições políticas
Em 1975, durante o Verão quente, FSP e PS estarão em lados diferentes da barricada, com a FSP a apoiar Vasco Gonçalves via a FUR, plataforma com vários partidos de esquerda revolucionária.
Em 1976 apoiou a candidatura de Otelo Saraiva de Carvalho à Presidência da República, conquistando este 800.000 votos e o segundo lugar.
Concorreu às eleições para a Assembleia Constituinte em 1975 e para a Assembleia da República em 1976, obtendo 42.000-66.000 votos. 
A partir daí integrou a Frente Eleitoral Povo Unido até 1978. Esta era uma coligação eleitoral onde para além da FSP incluía o MDP/CDE e o PCP, chegando aos 720.000 votos nas autárquicas de 1976.
Em 1980, alguns dos seus dirigentes, nomeadamente Manuel Serra, constituem a Força de Unidade Popular (FUP), em conjunto com Otelo. O objetivo era fornecer uma alternativa ao reformismo percecionado na social democracia e no PCP.
Este partido era alegadamente a componente legal do Projecto Global, do qual também faziam parte as Forças Populares 25 de Abril. No entanto, logo nas primeiras semanas, depois dos primeiros atentados das FP-25 e da não demarcação da FUP da violência armada, Manuel Serra sai do partido.

### Resultados eleitorais
| 1975 | FSP  | Assembleia Constituinte        | 66 307  | 1,16%  | 8.º | -   |
| 1976 | FSP  | Legislativas                   | 42 162  | 0,77%  | 6.º | -   |
| 1976 | FEPU | Autárquicas (Câmara Municipal) | 718 006 | 17,20% | 3.º | 268 |